# Религия Островов Кука

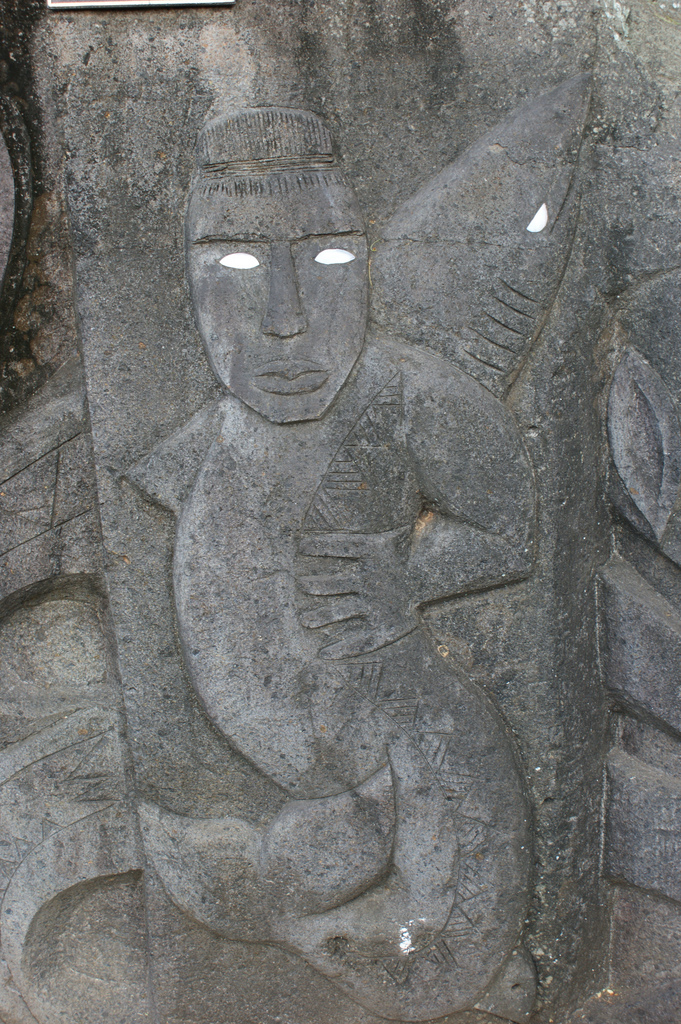
Барельеф из базальтового камня с изображением бога луны Аватеи, Раротонга.

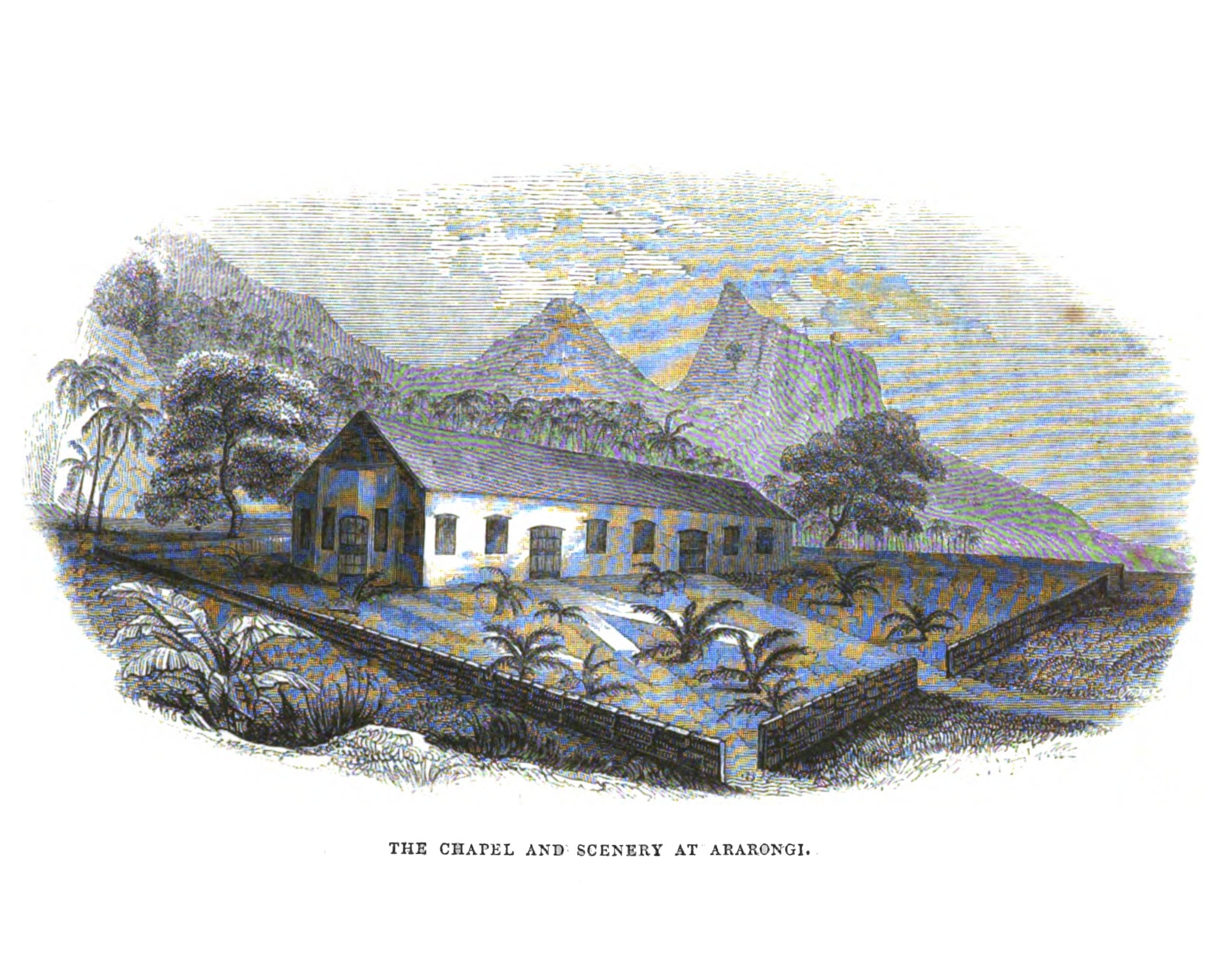
Миссионерская часовня в поселении Ароранги на острове Раротонга.

Острова Кука самоуправляемые государственные образования в содружестве с Новой Зеландией. Религия Островов Кука — совокупность религиозных верований, присущих населению Островов Кука. Господствующей религией на Островах Кука является христианство. Его исповедует 84,2 % населения островов. 

## История
До появления на островах европейцев местные жители исповедовали язычество. В мифологии Островов Кука вселенная была представлена как огромная кокосовая скорлупа, причем внутренняя часть этой воображаемой скорлупы представляла собой Авайки, подземный мир духов, а внешняя сторона скорлупы - верхний мир смертных.
Миссионеры Лондонского миссионерского общества распространили на архипелаге христианство, после того как высадились на нём (а именно, на острове Аитутаки) в 1821 году. С распространением христианства на островах Кука была прекращена практика каннибализма, детоубийство, поклонение идолам. Миссионеры способствовали распространению грамотности среди местного населения, основных принципов денежного хозяйства, создали письменную форму кукского языка. Исключением оставался остров Атиу, где миссионерская деятельность не принесла успехов.
Тем не менее, миссионеры стали и источниками бед. Вместе с европейцами на острова были занесены ряд инфекционных заболеваний, против которых у местных жителей не было иммунитета. В результате эпидемий погибла значительная часть островитян.

## Современное положение
По результатам переписи населения 2011 года,  большинство жителей Островов Кука (49,1 %) являются последователями Христианской церкви Островов Кука (протестанты). Около 17 % — католики, адвентистов седьмого дня — 7,9 %, Свидетелей Иеговы — 1,2 % (555 человек посетили Вечерю Воспоминания в 2012 году — около 3,5 % населения). Другие религии (в том числе ислам и бахаи) исповедует 8 %.  Не религиозны 5,6 %, а 2,2 % не смогли дать ответ по поводу принадлежности к какой-либо религии.